# Barrage de Gelingüllü
Le barrage de Gelingüllü est un barrage de Turquie. Ce barrage et en aval du barrage de Yahyasaray.

## Sources
- (en) www.dsi.gov.tr/tricold/gelingul.htm Site de l'agence gouvernementale turque des travaux hydrauliques